# Cechenena subangustata
Espèce
Cechenena subangustata est une espèce de lépidoptères de la famille des Sphingidae, sous-famille des Macroglossinae, tribu des Macroglossini, sous-tribu des Choerocampina et du genre Cechenena.

## Description
L'espèce ressemble beaucoup à Cechenena lineosa, mais elle est plus grande et l’aile antérieure est complètement verte. De plus, la face ventrale des ailes est plus jaunâtre.

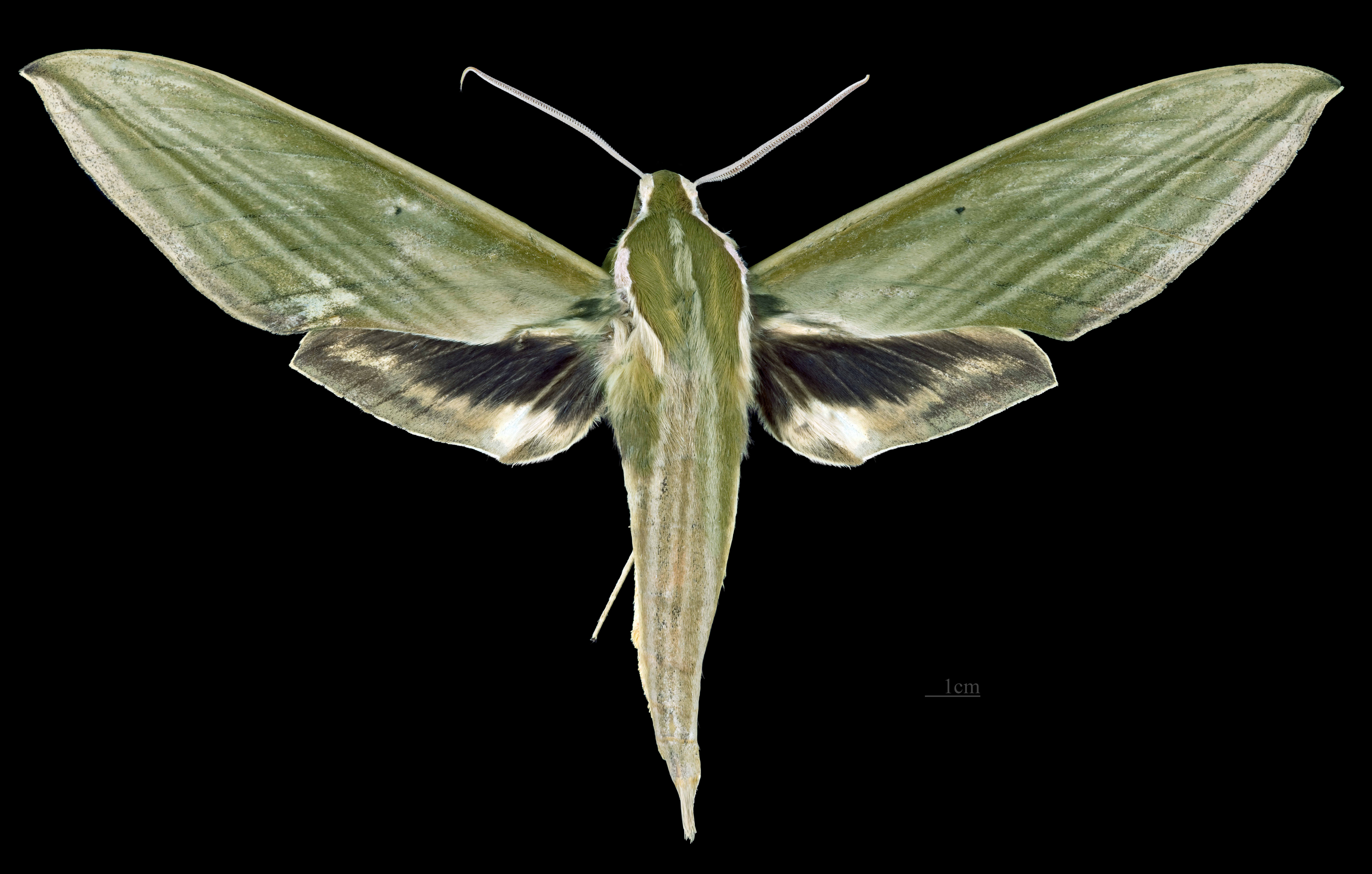
Avers du mâle (coll.MHNT)
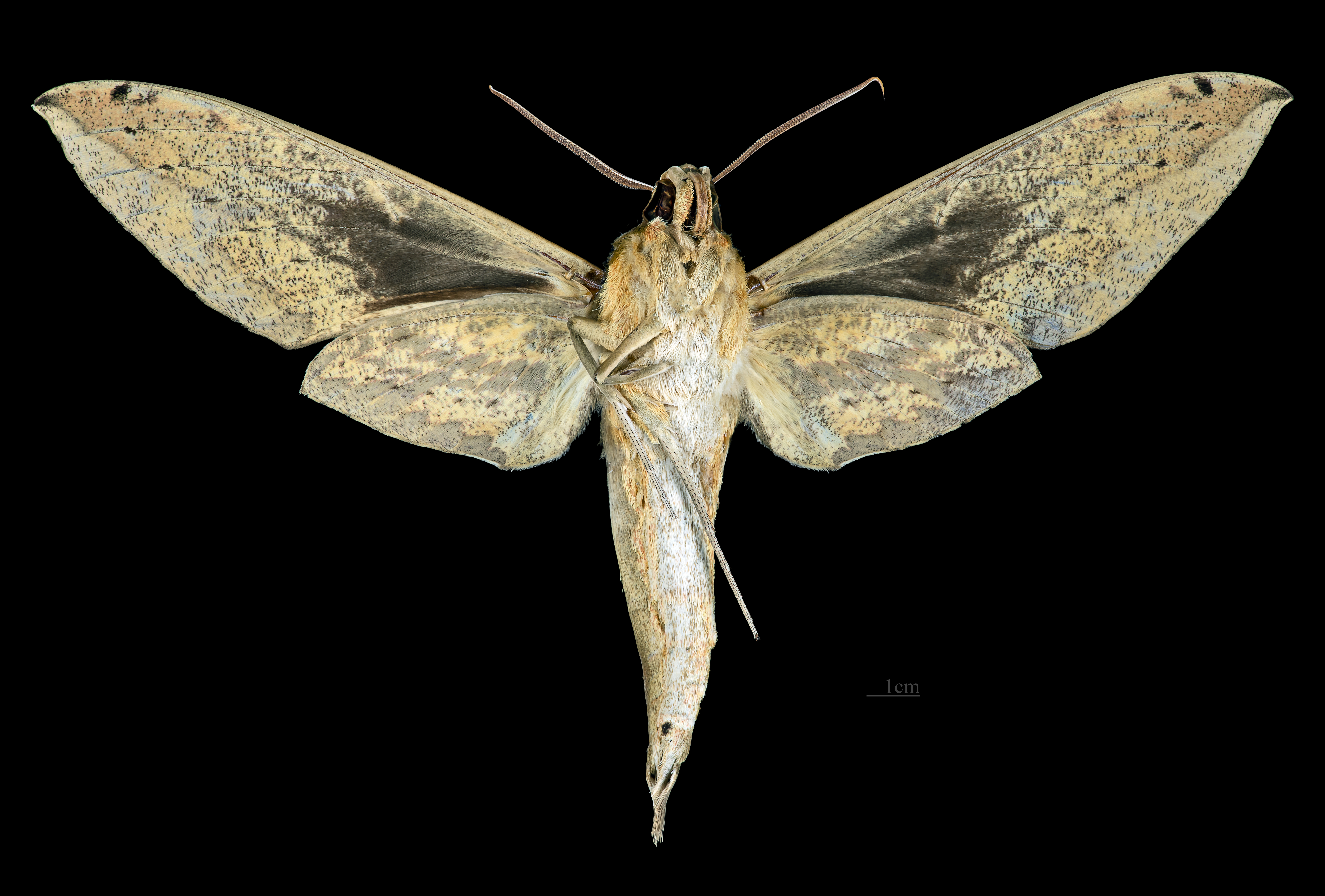
Revers du mâle (coll.MHNT)
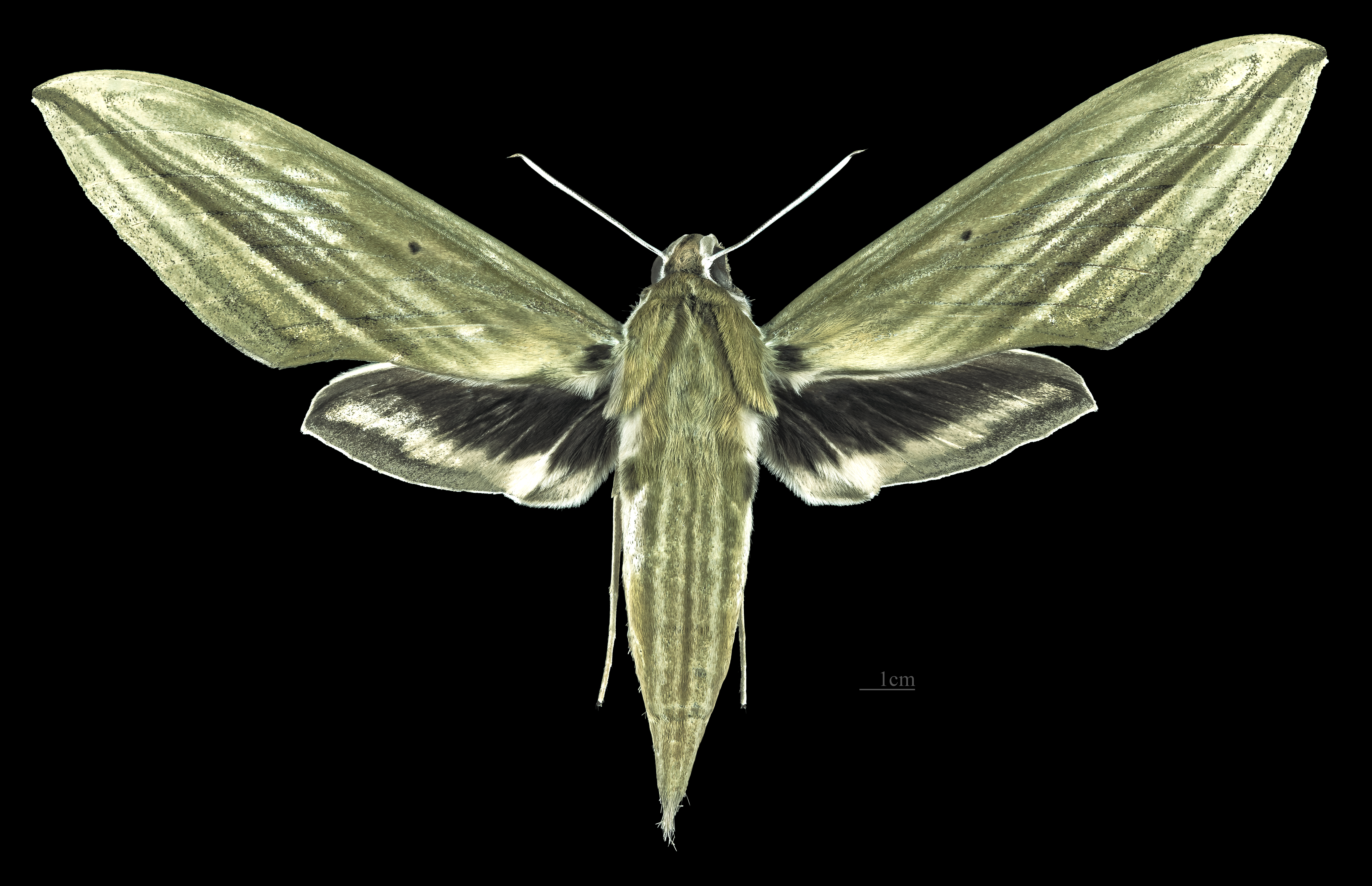
Avers de la femelle (coll.MHNT)
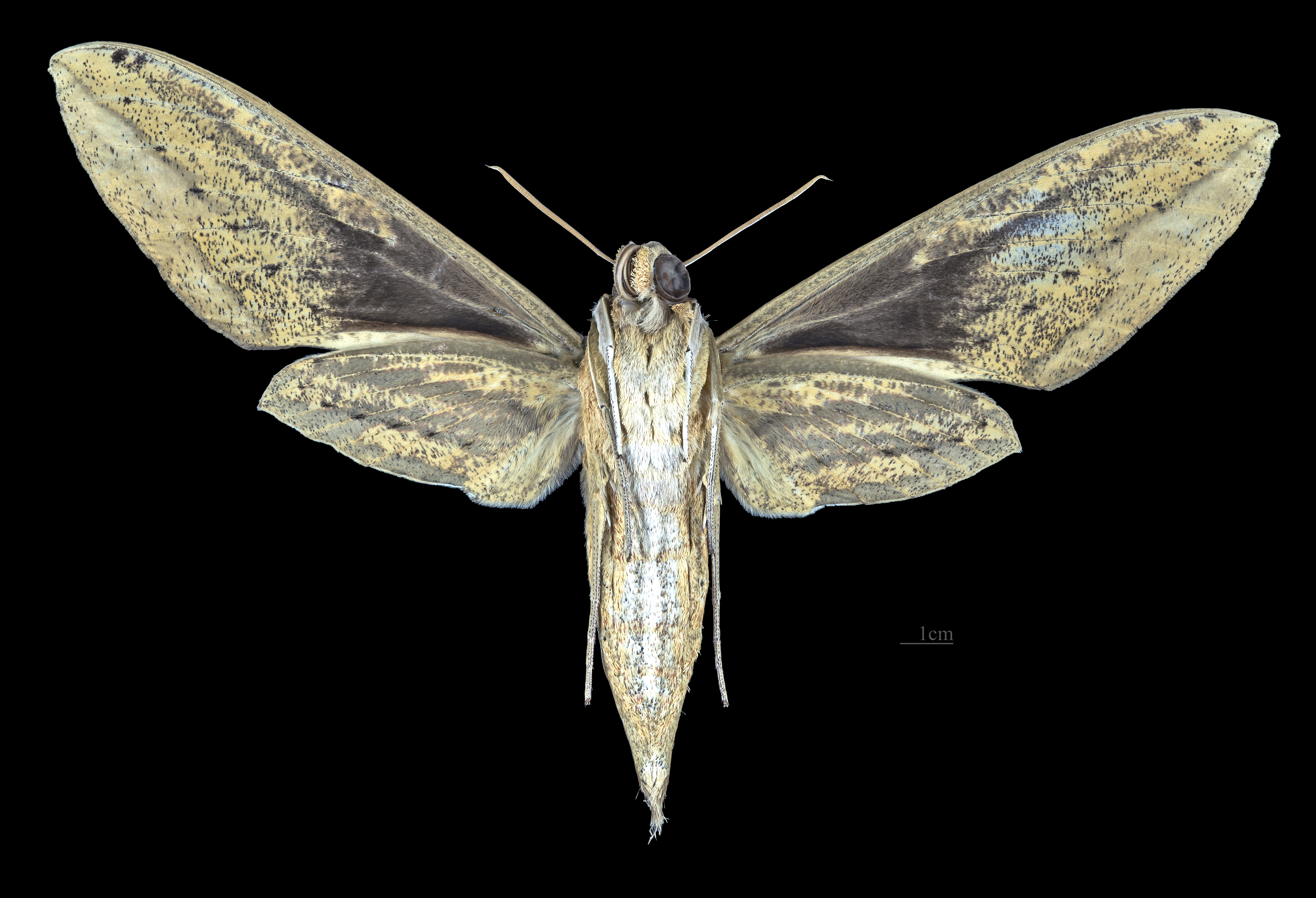
Revers de la femelle (coll.MHNT)

## Répartition et habitat
Répartition
L'espèce est connue au Népal, au nord-est de l'Inde, en Thaïlande, dans le sud-ouest de la Chine, à Taiwan, en Malaisie Péninsulaire et Sarawak),  en Indonésie (Sumatra, Java, Kalimantan).

## Systématique
- L'espèce Cechenena subangustata a été décrite par l'entomologiste britannique Lionel Walter Rothschild en 1920[2].